# Promyrmekiaphila winnemem
Espèce
Promyrmekiaphila winnemem est une espèce d'araignées mygalomorphes de la famille des Euctenizidae.

## Distribution
Cette espèce est endémique du Nord de la Californie aux États-Unis,. Elle se rencontre dans les comtés de Shasta et de Tehama.

## Publication originale
- Stockman & Bond, 2008 : A taxonomic review of the trapdoor spider genus Promyrmekiaphila Schenkel (Araneae, Mygalomorphae, Cyrtaucheniidae, Euctenizinae). Zootaxa, no 1823, p. 25-41.